# Łuhowe (rejon dnieprzański)
Łuhowe (ukr. Лугове) – wieś na Ukrainie, w obwodzie dniepropetrowskim, w rejonie dnieprzańskim, w hromadzie Nowopokrowka. W 2001 liczyła 910 mieszkańców, spośród których 889 wskazało jako ojczysty język ukraiński, 14 rosyjski, 2 mołdawski, 1 białoruski, a 4 ormiański.
W latach 1812-2024 miejscowość nosiła nazwę Ołeksandropil (ukr. Олександропіль).